# Baiacu-maori
O baiacu-maori (Canthigaster callisterna), também conhecido como baiacu-anão-da-nova-zelândia, é uma pequena espécie de baiacu de clima temperado que habita águas do sul do Oceano Pacífico. Essa espécie de baiacu têm o costume de viver escondido entre folhas de kelp (macroalga) ou próximo de rochas, ele possui um focinho pouco alongado com os dentes que formam uma placa óssea, que o ajuda a quebrar conchas e exoesqueletos de crustáceos e gastrópodes. Quando se sente ameaçado, o baiacu-maori expande seu estômago engolindo água, no que o deixa inflado, esse método de defesa o ajuda parecer maior, para afugentar o predador, além de possuir uma toxina em sua carne, a tetrodotoxina.
O baiacu-maori é nativo de águas temperadas do sul do Oceano Pacífico, podendo ser encontrado na Ilha Norte, no norte da Nova Zelândia , incluindo as Ilhas Kermadec, mais ao norte, para a Austrália, na ilha de Lord Howe, no sul da Grande Barreira de Coral e ilha Norfolk.